# Beverly Road (línea de la Avenida Nostrand)
Beverly Road  es una estación del metro de Nueva York en Brooklyn. La estación tiene la desafortunada destincion en tener su nombre escrito incorrectamente  en las baldosas de mosaicos. El nuevo letrero esta correcto pero el mosaico en la baldosa omite la segunda 'e,' al igual que la cabina de fichas (en el nivel de la plataforma) y la extensión de la plataforma de los 1960s. 
Un oficinista de la cabina de fichas fue asesinado por un ladrón en 1986.